# Yousef Nasser
Yousef Nasser (9 de outubro de 1990) é um futebolista profissional kuwaitiano que atua como atacante.

## Carreira
Yousef Nasser representou a Seleção Kuwaitiana de Futebol na Copa da Ásia de 2015.